# Dzień skupienia
Dzień skupienia – w katolicyzmie dzień, który wspólnota parafialna albo jakaś grupa ludzi przeznacza na zastanowienie się nad swym życiem duchowym i na pogłębienie swej wiary. Służyć temu mają msza, nabożeństwa, nauki i rozmyślania.
Dni skupienia to powszechny środek formacyjny m.in. w Opus Dei i Ruchu Rodzin Nazaretańskich. Często bywa również praktykowany we wspólnotach ministrantów, lektorów i innych członków Służby Liturgicznej, a także w wielu zakonach.